# Tânia Bondezan
Tânia Bondezan (São Paulo, 2 de março de 1956) é uma atriz brasileira que atua em televisão, teatro e cinema. Tornou-se conhecida pelos papéis em telenovelas da Globo e do SBT, como Terra Nostra (1999), Pequena Travessa (2002), Chocolate com Pimenta (2003), Esmeralda (2004), Maria Esperança (2007) e Cúmplices de um Resgate (2015).

## Biografia
Trabalhou nos canais de TV, como SBT, TV Globo e Band. Foi muito elogiada pela sua atuação na novela Maria Esperança, do SBT como a vilã Malvina. Tem contrato com o SBT desde 2007 e seu último trabalho foi em Cúmplices de um Resgate interpretando Marina-Antonela, babá de Isabela.
No teatro Tânia já fez varias peças,sendo a ultima "como ter sexo a vida toda com a mesma pessoas" que foi um monólogo de grande sucesso onde ela interpreta uma sexóloga búlgara.
No cinema Tânia fez só uma participação do longa Durval discos
Na TV, Tânia fez sua primeira novela na Band com A Idade da Loba. Logo depois, fez outra na Band e, depois, foi pra o SBT, onde fez Os Ossos do Barão e Chiquititas. Depois, foi pra Rede Globo, onde fez a série Chiquinha Gonzaga, e logo depois fez a novela das oito Terra Nostra e em seguida Malhação. O SBT foi a emissora de TV onde mais trabalhou ao longo de sua carreira, fazendo até então 8 novelas. Em 2015, trabalhou em Cúmplices de um Resgate novela infantil do SBT, fazendo o papel da babá Marina, um de seus poucos papéis no SBT de boa personalidade, já que a maioria foram só como vilã.

## Vida pessoal
Tânia Bondezan é separada e fala muito bem de seus pais que já são falecidos. Ela só teve um filho em toda sua vida de 23 anos e ele é artista plastico. Ela afirma ser católica.

## Filmografia

### Televisão
| Ano  | Título                   | Personagem                             | Notas             |
| ---- | ------------------------ | -------------------------------------- | ----------------- |
| 1995 | A Idade da Loba          | Olga                                   | Rede Bandeirantes |
| 1996 | O Campeão                | Lurdes Campos Meyer                    | Rede Bandeirantes |
| 1997 | Os Ossos do Barão        | Giuseppina                             | SBT               |
| 1998 | Chiquititas              | Amélia                                 | SBT               |
| 1999 | Chiquinha Gonzaga        | Maria Isabel Rosa do Amaral            | Globo             |
| 1999 | Terra Nostra             | Mariana                                | Globo             |
| 2000 | Malhação                 | Raquel Fernandes                       | Globo             |
| 2001 | O Direito de Nascer      | Mirtes                                 | SBT               |
| 2002 | Pequena Travessa         | Heloísa                                | SBT               |
| 2003 | Chocolate com Pimenta    | Marieta Gonçalves Lima                 | Globo             |
| 2004 | Esmeralda                | Fátima Álvares Real                    | SBT               |
| 2007 | Maria Esperança          | Malvina Trajano Queiroz                | SBT               |
| 2008 | Revelação                | Bárbara Fontenelli                     | SBT               |
| 2009 | Vende-se um Véu de Noiva | Rita Vilela                            | SBT               |
| 2015 | Cúmplices de um Resgate  | Marina Alves Lopes/Antonela Cavichioli | SBT               |

### Cinema
| Ano  | Título                 | Personagem          |
| ---- | ---------------------- | ------------------- |
| 1990 | Beijo 2348/72          | Secretária de Paulo |
| 1993 | Alma Corsária          | Ana Alves           |
| 2002 | Durval Discos          | Loli                |
| 2002 | Pra que Time Ele Joga? | Mãe Maria           |
| 2018 | O Avental Rosa         | Irmã de Alice       |
| 2019 | Eu Sou Mais Eu         | Carla               |

## Teatro[5]
- 1984 - Artaud, O Espírito do Teatro
- 1984 - A Revolta dos Perus
- 1984 - O Marinheiro
- 1984 - Hamleto
- 1985 - Nem Todo Ovo é De Colombo
- 1986 - O Corpo Estrangeiro
- 1990 - No Natal a Gente Vem Te Buscar
- 1994 - Tartufo
- 2002 -  Só (mais) um instante[1]
- 2006 - Família Muda-se[1]
- 2006 - Operação Abafa[1]
- 2011 -  Édipo
- 2011 -  Mambo italiano [1]
- 2011 -  Ciranda
- 2011 -  Decifra-te ou Me Devora
- 2014/2016 -  Como ter sexo a vida toda com a mesma pessoa [6]
- 2019/2023 -  A Golondrina[7]
- 2024 - Radojka – Uma Comédia Friamente Calculada [8]

## Prêmios e Indicações
| Ano  | Prêmio       | Indicação    | Trabalho     | Resultado | ref   |
| ---- | ------------ | ------------ | ------------ | --------- | ----- |
| 2019 | Prêmio Shell | Melhor Atriz | A Golondrina | Venceu    | [ 9 ] |

## Ligações Externas
- Tânia Bondezan. no IMDb.